# Radziemice
Radziemice è un comune rurale polacco del distretto di Proszowice, nel voivodato della Piccola Polonia.
Ricopre una superficie di 57,85 km² e nel 2006 contava 3 442 abitanti.